# Будинок вчених (Казань)
Казанський будинок вчених Академії наук Республіки Татарстан — культурно-просвітницька установа, наукової та вузівської громадськості міста Казані, одна з найстаріших серед подібних у Росії.
Знаходиться в центрі міста на вулиці Бутлерова в одній цікавиших пам'яток архітектури, історії та культури Казані, об'єкті культурної спадщини місцевого значення, побудованій в 1889 році для Олександрійського дитячого притулку.
У будівлі також діють казанська філія Академії праці і соціальних відносин та Навчально-дослідний центр профспілок.

## Історія
Офіційною датою відкриття Будинку вважається 29 листопада 1925 року. Але ще в 1921 році професор Казанського університету, знаменитий в майбутньому хірург А. В. Вишневський висловив пропозицію про створення в Казані Будинку вчених. Планувалося забезпечити квартирами наукових працівників, які особливо цього потребували, відкрити стіл-читальню, організувати клуби за інтересами. Пропозицію було підтримано Секцією наукових працівників при Рабпросі, і в 1924 році було виділено 2-поверхове приміщення в будинку 43 на вулиці Старо-Горщечній (нині вулиця Щапова). Таким чином, казанський Будинок вчених фактично виник в один час з першими Будинками вчених у країні (на рік пізніше від петроградського і на рік раніше, ніж московський). Вже в липні 1924 року вдалося отримати нове приміщення у будинку 22 на вулиці Новокомісарська (нині вулиця Муштарі), де, крім квартир для сімей вчених, був зал на 150 місць, бібліотека з читальним залом, більярдна і буфет.
Нинішню будівлю Будинок вчених отримав влітку 1935 року за клопотанням ректора Казанського університету Г. Х. Камая. У листопаді того ж року відбулося об'єднання Будинку вчених з Будинком інженерів в один заклад — Будинок працівників науки і техніки «Дорніт». Заклад культури, що виник, вів активну роботу: проводилися музично-літературні вечори, конкурси художньої самодіяльності за участю викладачів і студентів казанських ЗВО, з концертами виступали О. Є. Арбузов (скрипка), В. Н. Сементовський (рояль), В. А. Євлампієв (скрипка). При «Дорніті» були створені драмколектив, симфонічний оркестр під керівництвом О. О. Литвинова. До відкриття міського оперного театру тут йшли репетиції його перших вистав: «Качкин», «Башмагим», «Шурале».
В період Великої Вітчизняної війни 1941-1945 років робота Будинку вчених призупинилася: будівля використовувалася Політуправлінням Приволзького військового округу.
З жовтня 1944 року знову господарем будівлі став Обком профспілки наукових працівників, однак потрібен був тривалий, чотирирічний ремонт. Для прискорення відкриття Будинку вчених у квітні 1947 року було створено оргбюро: професор Б. І. Горизонтов, професор І. В. Смирнов, доцент Т. Трофімов, голова — професор В. Г. Одиноков. Усі ескізні проекти внутрішнього архітектурного оформлення Будинку вчених були виконані під керівництвом відомого архітектора В. В. Єгерєва і мистецтвознавця і педагога П. М. Дульського. Архітектором проекту реконструкції став Анатолій Михайлович Густов. Повністю, в дусі радянського неокласицизму, змінили інтер'єри приміщень, у приміщеннях колишньої домової церкви розмістили глядацький зал, з'явилися також малий глядацький зал, конференц-зал, більярдний зал, буфет, ресторан.
25 вересня 1948 року Будинок вчених знову розпочав роботу. Було обрано правління Будинку в кількості 250 чоловік, першим головою став професор Казанського ветеринарного інституту Н. А. Васнецов, членами правління стали відомі вчені: Б. О. Арбузов, С. О. Альтшулер, Г. К. Дьяконов, В. М. Милославський, Й. Й. Русецький, Л. В. Шулутко та ін.
Завданнями, поставленими перед Будинком, стали: науково-технічна пропаганда, зміцнення зв'язків науки й виробництва, організація теоретичної допомоги раціоналізаторству та винахідництву, підготовка молодих наукових кадрів. Було встановлено тісне співробітництво з республіканським товариством «Знання». Були відроджені джазовий ансамбль, хоровий колектив, почали працювати гуртки оперного ансамблю, сольного співу, гри на акордеоні, народний хореографічний колектив, став популярним колектив бальних танців (керівник В. С. Ричков), клубні об'єднання — клуб ветеранів науки (з 1968 року), клуби поезії і музики «Олімп» і «Гамаюн», спільно з музеєм О. М. Горького був створений клуб любителів книги. Артистами Качаловського театру Ю. Федотовим і В. Кешнер здійснювалася режисура в народному театрі «Современник» і Театрі малих форм.
У період 1965-1977 року йменувався як Будинок вчених і студентів, після чого, за численними проханнями повернув собі колишню назву.
З лютого 1993 року Будинок вчених перебуває у віданні Академії наук Республіки Татарстан.
Історія Казанського Будинку вчених багата подіями, пов'язаними з іменами видатних вчених Татарстану та Росії — С. О. Альтшулера, О. Є. Арбузова і Б. О. Арбузова, диригента, скрипаля, педагога і музично-громадського діяча О. О. Литвинова, основоположника казанського мистецтвознавства П. М. Дульського, ректора КАІ Ю. К. Застелли, В. М. Милославського, В. Г. Одинокова та ін.
Директор — Ірина Сергіївна Донська.